# 索科托鱷屬
索科托鱷屬（學名：Sokotosuchus）是鱷形超目新鱷類森林鱷科的一屬，生存於白垩纪的非洲尼日。

## 外部連結
- 索科托鱷 （页面存档备份，存于） Paleobiology Database